# Manuel Frigo
Manuel Frigo, född 18 februari 1997 i Cittadella, är en italiensk simmare.

## Karriär
Manuel Frigo har två VM-silver och ett VM-brons på 4x100 meter frisim. Vid OS 2020 och OS 2024 tog han silver respektive brons med det italienska laget i samma gren.